# Charlotte Richter-Peill

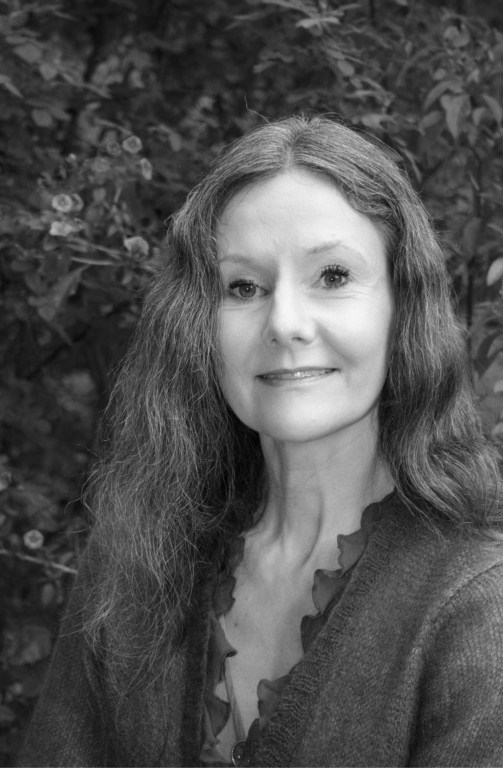
Charlotte Richter-Peill, vor 2020

Charlotte Richter-Peill (* 10. Juli 1969 in Nürnberg) ist eine deutsche Schriftstellerin.

## Wirken
Charlotte Richter-Peill veröffentlicht Romane für Jugendliche und Erwachsene, außerdem schreibt sie Texte für Zeitschriften und Anthologien. Viele ihrer Texte werden für den Hörfunk gelesen, unter anderem für die Sendung Ohrenbär (rbb, WDR und NDR). Seit 2019 veröffentlicht sie auch unter dem Pseudonym Charlotte Richter.
Charlotte Richter-Peill lebt in Kattendorf bei Hamburg.

## Werke
- Das letzte Zimmer, Roman, Goldmann Verlag 2004, ISBN 3442457610
- Die Köchin, Roman, Goldmann Verlag 2005, ISBN 3442459095
- Und morgen mehr, Erzählungen, Forlag Malling Beck/Dänemark 2005, ISBN 8779882250
- Magoria, Jugendroman, Rowohlt Verlag 2013, ISBN 3499200139
- Das Orakel von Farland – Band 1: Elysium, Jugendroman, dotbooks Verlag 2016, ISBN 9783960531975
- Das Orakel von Farland – Band 2: Nordland, Jugendroman, dotbooks Verlag 2016, ISBN 9783960531982
- Das Orakel von Farland – Band 3: Eden, Jugendroman, dotbooks Verlag 2016, ISBN 9783958247864
- Prophecy. Dunkles Geheimnis, Jugendroman, dotbooks Verlag 2018, ISBN 9783961481521
- Die Muschelsammlerin. Deine Bestimmung wartet, Jugendroman, Arena Verlag 2019, ISBN 9783401604350
- Gemma. Sei glücklich oder stirb, Jugendroman, Arena Verlag 2021, ISBN 9783401605432
- Hidden Lies. Mein Geheimnis kann dich töten, Jugendroman, Arena Verlag 2022, ISBN 9783401606859
- Tee.Matcha.Mord: Teekrimis von Norddeutschland bis Japan, Kurzgeschichten, HarperCollins 2023, ISBN 978-3365004463

## Auszeichnungen
- 2001: Förderpreis für Literatur der Stadt Hamburg
- 2004: Stipendiatin im Künstlerhaus Kloster Cismar
- 2008: Stipendiatin im Künstlerhaus Kloster Cismar
- 2008: Förderpreis für Literatur der Stadt Hamburg
- 2015: Förderpreis für Literatur der Stadt Hamburg